# Vladičin Han (općina)
Općina Vladičin Han nalazi se na jugu Republike Srbije. Prostire se na južnom izlazu iz Grdeličke Klisure, na sjevernim obroncima Vranjske kotline. Sjedište općine Vladičin Han je istoimeni gradić s 11.000 stanovnika. Upravno pripada Pčinjskom okrugu čije je sjedište grad Vranje.

## Zemljopis
Najveća rijeka je Južna Morava, u koju se ulijevaju manje rijeke Vrla, Topilo, Dulan i Kalimanka. Šume pokrivaju 40 posto općinskog prostora, dok u strukturi poljoprivrednog zemljišta dominiraju oranice i voćnjaci.

## Stanovništvo
Općinsko središte Vladičin Han ima oko 11.000 stanovnika, a čitava općina s 51 naseljem ima oko 24.000 stanovnika.

## Nato bombadiranje
Vladičin Han je pretrpio velika razaranja i stradanja tijekom operacija NATO-a 1999. godine. Posebno jako bombardiranje bilo je 11. svibnja kada su NATO projektili srušili most preko Južne Morave i teško oštetili Dom mladih i RK"Beograd", a nekoliko ljudi je poginulo.

## Vanjske poveznice
Portal općine Vladičin Han  Arhivirana inačica izvorne stranice od 7. prosinca 2019. (Wayback Machine)